# Debian Live

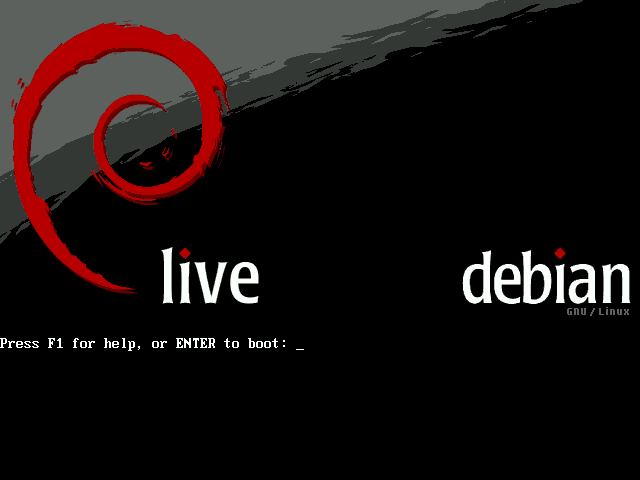
Écran de démarrage de Debian Live 4.0.

Un système Debian Live est une instance du système d'exploitation Debian qui permet de démarrer directement dans le système Debian, sans installation ni configuration. Il suffit de démarrer à partir d'un CD ou DVD, d'une clé USB (live USB) ou par le réseau (netboot).
Dans la majorité des cas, on introduit le CD ou DVD ou la clé USB, on ordonne à l'ordinateur de démarrer dessus, et les périphériques sont automatiquement détectés. Pour le réseau, Debian Live peut se configurer automatiquement par DHCP.
Debian Live permet de personnaliser son système Debian Live à un niveau très avancé : choix des paquets, environnement de bureau, fond d'écran et langues disponibles. Il permet aussi d'ajouter ses propres programmes.
HandyLinux et PrimTux sont des exemples de distributions construites sur le projet Debian Live.